# Лауреаты Сталинской премии в области литературы и искусства (1950)
В 1950 году  были названы лауреаты премии за 1949 год в Постановлении Совета Министров СССР «O присуждении Сталинских премий за выдающиеся работы в области искусства и литературы за 1949 год» (опубликовано в газете «Правда» 9 марта 1950 года). Отдельное постановление о присуждении премии первой степени было издано в отношении авторов фильма «Щит Джургая».

## а. Художественная проза
Первая степень — 100 000 рублей
1. Бабаевский, Семён Петрович — за 1-ю часть романа «Свет над землёй» (1949)

Вторая степень — 50 000 рублей
1. Гладков, Фёдор Васильевич — за «Повесть о детстве» (1949)
2. Айни, Садриддин — за 1—2 части книги «Бухара» («Воспоминания») (1949)
3. Казакевич, Эммануил Генрихович — за роман «Весна на Одере» (1949)
4. Рыбак, Натан Самойлович — за 1-ю книгу романа «Переяславская Рада»
5. Седых, Константин Фёдорович — за роман «Даурия» (1942—1948)
6. Волошин, Александр Никитич — за роман «Земля Кузнецкая» (1949)

Третья степень — 25 000 рублей
1. Гусейн, Мехти (Гусейнов Мехти Али оглы) — за роман «Апшерон» (1947)
2. Ильенков, Василий Павлович — за роман «Большая дорога» (1949)
3. Чаковский, Александр Борисович — за роман «У нас уже утро» (1949)
4. Медынский, Григорий Александрович (Покровский) — за роман «Марья» (1946—1949)
5. Коптяева, Антонина Дмитриевна — за роман «Иван Иванович» (1949)
6. Панова, Вера Фёдоровна — за повесть «Ясный берег» (1949)
7. Василенко, Иван Дмитриевич — за повесть «Звёздочка» (1948)
8. Львова, Ксения Сергеевна — за повесть «На лесной полосе» (1949)
9. Мусатов, Алексей Иванович — за повесть «Стожары» (1948)

## б. Поэзия
Вторая степень — 50 000 рублей
1. Яшин, Александр Яковлевич (Попов) — за поэму «Алёна Фомина» (1949)
2. Рустамзаде, Сулейман (Рустам-Заде Сулейман Али Абас оглы) — за сборник стихов «Два берега» (1949)
3. Барто, Агния Львовна — за сборник «Стихи детям»
4. Гришашвили, Иосиф Григорьевич (Мамулаишвили) — за однотомник стихов

Третья степень — 25 000 рублей
1. Долматовский, Евгений Аронович — за сборник стихов «Слово о завтрашнем дне» (1949)
2. Комаров, Пётр Степанович (посмертно) — за циклы стихов «Зелёный пояс», «Новый перегон», «Маньчжурская тетрадь»
3. Миршакар, Мирсаид (Миршакаров) — за поэмы «Золотой кишлак» (1942) и «Непокорный Пяндж» (1949)
4. Олейник, Степан Иванович — за цикл сатирических стихов «Наши знакомые» (1948)
5. Рыльский, Максим Фаддеевич — за перевод на украинский язык поэмы А. Мицкевича «Пан Тадеуш»

## в. Драматургия
Первая степень — 100 000 рублей
1. Вишневский, Всеволод Витальевич — за пьесу «Незабываемый 1919-й» (1949)

Вторая степень — 50 000 рублей
1. Михалков, Сергей Владимирович — за пьесы «Я хочу домой» (1949) и «Илья Головин» (1949)
2. Симонов, Константин Михайлович — за пьесу «Чужая тень» (1949)
3. Лавренёв, Борис Андреевич — за пьесу «Голос Америки» (1949)

## г. Литературная критика и искусствоведение
Вторая степень — 50 000 рублей
1. Ермилов, Владимир Владимирович — за книги «А. П. Чехов» и «Драматургия Чехова»
2. Макашин, Сергей Александрович — за книгу «Салтыков-Щедрин» (1949)
3. Эльсберг, Яков Ефимович — за книгу «А. И. Герцен. Жизнь и творчество» (1948)

Третья степень — 25 000 рублей
1. Гусейнов, Гейдар Наджаф оглы — за книгу «Из истории общественной и философской мысли в Азербайджане XIX века»
2. Мозольков, Евгений Семёнович — за книгу «Янка Купала» (1949)

## д. Художественная кинематография
Первая степень — 100 000 рублей
1. Чиаурели, Михаил Эдишерович, режиссёр и сценарист, Павленко, Пётр Андреевич, сценарист, Косматов, Леонид Васильевич, главный оператор, Каплуновский, Владимир Павлович и Пархоменко, Алексей Иванович, художники, Анджапаридзе, Мери Ивлиановна, сорежиссёр, Яковлев Владимир Георгиевич, художник-гримёр, Арецкий Абрам-Бер Залманович, оператор комбинированных съёмок, Александровская-Турылёва Людмила Константиновна, художник комбинированных съёмок, Геловани, Михаил Георгиевич, исполнитель роли И. В. Сталина, Андреев, Борис Фёдорович, исполнитель роли Алексея Иванова, Савельев, Владимир Дмитриевич, исполнитель роли Гитлера, Ковалёва, Марина Францевна, исполнительница роли Наташи Румянцевой, Кенигсон, Владимир Владимирович, исполнитель роли Кребса, Тимошенко Георгий Трофимович, исполнитель роли Кости Зайченко, — за цветную двухсерийную кинокартину «Падение Берлина» (1949), снятую на киностудии «Мосфильм»

1. Петров Владимир Михайлович, режиссёр, Вирта, Николай Евгеньевич (Карельский), сценарист, Екельчик, Юрий Израилевич, оператор, Мамаладзе, Леонид Сардионович, художник, Хачатурян, Арам Ильич, композитор, Айзенберг, Григорий Давыдович, оператор комбинированных съёмок, Семёнов Михаил Иванович, художник комбинированных съёмок, Дикий, Алексей Денисович, исполнитель роли И. В. Сталина, Шумский, Юрий Васильевич (Шомин), исполнитель роли А. М. Василевского, Симонов, Николай Константинович, исполнитель роли В. И. Чуйкова, Гайдаров, Владимир Георгиевич, исполнитель роли фельдмаршала Паулюса, — за двухсерийную кинокартину «Сталинградская битва» (1948—1949), снятую на киностудии «Мосфильм»

1. Александров Григорий Васильевич (Мормоненко), режиссёр, братья Тур (Тубельский, Леонид Давыдович и Рыжей, Пётр Львович), Шейнин, Лев Романович, сценаристы, Тиссэ, Эдуард Казимирович, оператор, Уткин, Алексей Александрович, художник, Давыдов, Владлен Семёнович, исполнитель роли майора Никиты Ивановича Кузьмина, Юровский, Юрий Ильич (Саруханов), исполнитель роли профессора Отто Дитриха, Орлова, Любовь Петровна, исполнительница роли журналистки Джанетт Шервуд, Названов, Михаил Михайлович, исполнитель роли майора Джеймса Хилла, — за кинокартину «Встреча на Эльбе» (1949), снятую на киностудии «Мосфильм»

1. Рошаль, Григорий Львович, режиссёр, Папава, Михаил Григорьевич, сценарист, Горданов, Вячеслав Вячеславович, Магид, Моисей Шоломович, Сокольский, Лев Евгеньевич, операторы, Борисов, Александр Фёдорович, исполнитель заглавной роли, Никитин, Фёдор Михайлович, исполнитель роли Званцева, Честноков, Владимир Иванович, исполнитель роли Льва Захаровича Забелина, — за кинокартину «Академик Иван Павлов» (1949), снятую на  киностудии «Ленфильм»

- Долидзе, Семён Виссарионович и Рондели, Давид Евгеньевич (Цагарейшвили), режиссёры; Леонидзе, Георгий Николаевич, сценарист; Кузнецов Константин Андреевич, оператор, Аракишвили, Димитрий Игнатьевич (Аракчиев), композитор, Долидзе, Владимир Виссарионович, звукооператор, Джапаридзе, Медея Валерьяновна, исполнительница ролей Этери и Царевны, Бадридзе, Давид Георгиевич, исполнитель ролей Лейтенанта и Испанского гостя, Гришко, Михаил Степанович, исполнитель роли Капитана, Григорашвили, Григорий Максимович, исполнитель ролей Мамуки и Цангала, Гамрекели, Давид Александрович, исполнитель роли Джургая, Частий, Николай Андреевич, исполнитель роли Бояра, — за музыкальную кинокартину «Щит Джургая» (1944), снятую на Тбилисской киностудии (премия была присуждена на основании отдельного постановления)

Вторая степень — 50 000 рублей
1. Райзман, Юлий Яковлевич, режиссёр, Рокпелнис, Фрицис Янович и Крепс, Владимир Михайлович, сценаристы, Скултэ, Адольф Петрович, композитор, Шеленков, Александр Владимирович, главный оператор, Грантиньш Янис Матисович, исполнитель заглавной роли, Клетниеце Мильда Юльевна, исполнительница роли поэтессы Аспазии, Осис Ян Августович, исполнитель роли Мейендорфа, — за кинокартину «Райнис» (1949), снятую на  Рижской киностудии

Третья степень — 25 000 рублей
1. Лебедев Николай Иванович, режиссёр, Попов Александр Фёдорович, сценарист, Левитин, Вениамин Фаустович, оператор, Черкасов, Николай Константинович, исполнитель роли капитана 3-го ранга Виктора Васильевича Левашова, — за кинокартину «Счастливого плавания!» (1949), снятую на киностудии «Ленфильм»
2. Корш-Саблин, Владимир Владимирович и Файнциммер, Александр Михайлович, режиссёры, Дружников, Владимир Васильевич, исполнитель заглавной роли, Хвыля, Александр Леопольдович (Брессем), исполнитель роли Секретаря райкома, Дорофеев, Владимир Андреевич, исполнитель роли деда Кузьмы, Соловьёв, Владимир Романович, исполнитель роли Нейгауза, Мичурин, Геннадий Михайлович, исполнитель роли Хирта, — за кинокартину «Константин Заслонов» (1949), снятую на киностудии «Беларусьфильм»

## е. Хроникально-документальная кинематография
Первая степень — 100 000 рублей
1. Ованесова, Арша Амбарцумовна, режиссёр, Бобров, Георгий Макарович, главный оператор, Ошанин, Лев Иванович, автор стихов и текстов песен, — за цветную кинокартину «Юность мира» (1949)
2. Бойков, Владимир Николаевич и Гуров, Сергей Николаевич, режиссёры, Ошурков, Михаил Фёдорович, главный оператор, — за цветную кинокартину «День воздушного флота СССР» (1949)

Вторая степень — 50 000 рублей
1. Сеткина-Нестерова, Ирина Фроловна, Степанова, Лидия Ильинична, режиссёры, Беляков, Иван Иванович, главный оператор, — за цветную кинокартину «1 мая 1949 года» (1949)
2. Згуриди, Александр Михайлович, сценарист и режиссёр, Уточкин, Павел Петрович, Юрушкина, Нина Андреевна, операторы, — за цветную научно-популярную кинокартину «Лесная быль» (1949) производства «Моснаучфильм»

Третья степень — 25 000 рублей
1. Долин, Борис Генрихович, режиссёр, Асмус, Виктор Николаевич, Эзов, Эдуард Давыдович, операторы, — за научно-популярную кинокартину «История одного кольца» (1948) производства «Моснаучфильм»

## ж. Музыка

### I. Крупные музыкально-сценические и вокальные произведения (опера, балет, оратория, кантата)
Первая степень — 100 000 рублей
1. Глиэр, Рейнгольд Морицевич — за балет «Медный всадник» (1949)
2. Шостакович, Дмитрий Дмитриевич — за ораторию «Песнь о лесах» и музыку к кинокартине «Падение Берлина» (1949)

Вторая степень — 50 000 рублей
1. Жуковский, Герман Леонтьевич — за кантату «Славься, Отчизна моя!» (1949)
2. Няга Степан Тимофеевич — за кантату, посвящённую 25-летию МССР и «Песню о Сталине»
3. Красев, Михаил Иванович — за оперу для детей «Морозко» (1950) и детские песни «О Ленине», «Песня московских детей о Сталине», «Праздничное утро», «Кукушка», «Дядя Егор»

Третья степень — 25 000 рублей
1. Джангиров, Джангир Ширгешт оглы — за симфоническую поэму с хором «По ту сторону Аракса» (1949)
2. Дехтерев, Василий Александрович — за кантату «Русская земля» (1950)
3. Маневич, Александр Менделевич — за кантату «За мир» (1949)

### II. Крупные инструментальные произведения
Вторая степень — 50 000 рублей
1. Муравлёв, Алексей Алексеевич — за симфоническую поэму «Азов-гора» (1949)
2. Капп, Артур Иосифович — за 4-ю («Молодёжную») симфонию (1949)
3. Иванов Янис (Иван) Андреевич — за 6-ю («Латгальскую») симфонию (1949)
4. Жиганов, Назиб Гаязович — за сюиты на татарские темы для симфонического оркестра

Третья степень — 25 000 степень
1. Цинцадзе, Сулхан Фёдорович — за квартет № 2 и три миниатюры для струнного квартета «Лале», «Инди-Минди» и «Сачидао»
2. Свечников, Анатолий Григорьевич — за симфоническую поэму «Щорс» (1949)

### III. Произведения малых форм
Вторая степень — 50 000 рублей
1. Мясковский, Николай Яковлевич — за сонату для виолончели и фортепиано
2. Макаров, Валентин Алексеевич — за цикл песен «Солнечная дорога» и песни «Широки поля под Сталинградом», «Родной Севастополь»

Третья степень — 25 000 рублей
1. Майборода, Платон Илларионович — за песни «Про Марка Озёрного», «Про Олёну Хобту», «Про Марию Лысенко»
2. Дзержинский, Иван Иванович — за вокальный цикл «Новое село» (1948)
3. Кац, Сигизмунд Абрамович — за песни: «Сирень цветёт», «Шумел сурово Брянский лес…», «Как у дуба старого…», «Заздравная», «Стоит утёс»

### IV. Концертно-исполнительская деятельность
Первая степень — 100 000 рублей
1. Александров, Борис Александрович, начальник и художественный руководитель, Вирский, Павел Павлович, главный балетмейстер, Виноградов, Константин Петрович, главный хормейстер, Бабаев, Георгий Иванович, Коженков, Георгий Алексеевич, солисты ДКАППСА имени А. В. Александрова
2. Рихтер, Святослав Теофилович, артист МГАФ, пианист

Вторая степень — 50 000 рублей
1. Катульская, Елена Климентьевна, певица
2. Мамедов Бюль-Бюль Рза оглы — за исполнение азербайджанских народных песен
3. Осипов Дмитрий Петрович, художественный руководитель и главный дирижёр ГАРНО имени Н. П. Осипова

Третья степень — 25 000 рублей
1. Кнушевицкий, Святослав Николаевич, виолончелист
2. Казанцева, Надежда Аполлинарьевна, певица
3. Алтунян, Татул Тигранович, художественный руководитель АПП Армянской ССР
4. Чебан, Тамара Савельевна и Уреке, Евгений Васильевич — за исполнение молдавских народных песен
5. Шведас Йонас Изидорович, художественный руководитель, Лингис, Юозас Йонович, балетмейстер, Степулис, Пранас Симанович, руководитель оркестровой группы НАПТ Литовской ССР
6. Надеждина, Надежда Сергеевна (Бруштейн), художественный руководитель хореографического ансамбля Мосэстрады «Берёзка»

## з. Живопись
Первая степень — 100 000 рублей
1. Хмелько, Михаил Иванович — за картину «Триумф победившей Родины» (1949)
2. Керимов, Лятиф Гусейн оглы, Ахундов, Исмаил Гусейн оглы, Кязим-Заде, Кязим Мамед Али оглы, Ахмедов Джебраил Ахмедович, Мустафаева, Гюльнена Мамед кызы, Ахмедова, Сона Гасан кызы — за художественный ковёр, посвящённый 70-летию И. В. Сталина

Вторая степень — 50 000 рублей
1. Яблонская, Татьяна Ниловна — за картину «Хлеб» (1949)
2. Кукрыниксы — за политические карикатуры и иллюстрации к книге М. Горького «Фома Гордеев»
3. Ефанов, Василий Прокофьевич, Дудник Степан Иудович, Кугач, Юрий Петрович, Максимов, Константин Мефодьевич, Цыплаков, Виктор Григорьевич — за картину «Передовые люди Москвы в Кремле» и за серию портретов «Знатные люди Москвы»
4. Григорьев, Сергей Алексеевич — за картины «Приём в комсомол» (1949) и «Вратарь» (1949)
5. Ефимов, Борис Ефимович (Фридлянд) — за политические карикатуры

Третья степень — 25 000 рублей
1. Мальков, Павел Васильевич — за рисунки: «И. В. Сталин — руководитель рабочего кружка в Тифлисе», «Батумская демонстрация», «Встреча В. И. Ленина и И. В. Сталина на Таммерфорсской конференции», «В штабе Верховного Главнокомандующего»
2. Пророков, Борис Иванович — за серию рисунков «Вот она, Америка!» (1948—1949)
3. Орешников, Виктор Михайлович — за картину «В штабе обороны Петрограда, ноябрь 1917 года» (1949)
4. Пузырьков, Виктор Григорьевич — за картину «И. В. Сталин на крейсере „Молотов“»
5. Горелов, Гавриил Никитич — за портреты сталевара завода «Серп и Молот» А. С. Субботина, мастера завода «Серп и Молот» И. В. Грачёва и картину «Знатный сталевар завода „Серп и Молот“ М. Г. Гусаров со своей бригадой»
6. Мариупольский, Вячеслав Минеевич — за картину «Вожатая»

## и. Скульптура
Первая степень — 100 000 рублей
1. Белопольский, Яков Борисович, архитектор, Горпенко, Анатолий Андреевич, художник-монументалист, — за памятник воинам Советской Армии в Берлине; Фридман, Павел Захарович, Яцыно, Пётр Петрович, Постников, Григорий Николаевич — за горельеф «Клянёмся тебе, товарищ Ленин!», Вучетич, Евгений Викторович — за оба эти творения
2. Томский, Николай Васильевич (Гришин, также и за памятник генералу И. Р. Апанасенко в Белгороде и скульптурный портрет С. М. Кирова), Цигаль, Владимир Ефимович (также и за скульптурную фигуру «Ленин-гимназист»), Мотовилов, Георгий Иванович (также и за скульптурные работы в интерьерах станции «Калужская» московского метрополитена имени Л. М. Кагановича), Бабурин, Михаил Фёдорович, Бондаренко, Павел Иванович, Кербель, Лев Ефимович, Файдыш, Андрей Петрович, Шварц, Дмитрий Петрович — за скульптурные барельефы «В. И. Ленин и И. В. Сталин — основатели и руководители Советского государства»

Вторая степень — 50 000 рублей
1. Пинчук, Вениамин Борисович, Таурит, Роберт Карлович — за скульптуру «В. И. Ленин и И. В. Сталин в Горках»
2. Топуридзе, Валентин Багратович — за монумент И. В. Сталину в Сталинграде и статую А. Р. Церетели
3. Ковалёв Александр Александрович — за скульптурный портрет Героя Социалистического Труда Е. С. Хобты
4. Манизер, Матвей Генрихович — за памятник И. П. Павлову в Рязани

## к. Архитектура
Первая степень — 100 000 рублей
1. Захаров, Григорий Алексеевич и Чернышёва, Зинаида Сергеевна — за архитектуру станции «Курская-кольцевая» Московского метрополитена имени Л. М. Кагановича

Вторая степень — 50 000 рублей
1. Жолтовский, Иван Владиславович, д. ч. АА СССР, — за архитектуру жилого дома № 11 по Калужской улице в Mоскве
2. Поляков, Леонид Михайлович, ч.-к. АА СССР, — за архитектуру станции «Калужская» Московского метрополитена имени Л. М. Кагановича

Третья степень — 25 000 рублей
1. Миминошвили, Алексей Яковлевич — за архитектуру жилого дома № 3 по улице Марти в Тбилиси
2. Андреев, Виктор Семёнович — за архитектуру административного здания по улице Горького, дом № 11 в Москве
3. Розенфельд, Зиновий Моисеевич и Сурис, Арнольд Давидович — за архитектуру жилого дома № 4—10 по Садовой—Триумфальной улице в Москве
4. Рыбицкий, Евгений Владимирович — за архитектуру жилого дома № 46—48 по улице Чкалова в Москве (лишён звания лауреата согласно Постановлению Центрального Комитета КПСС и Совета Министров СССР от 4 ноября 1955 года № 1871 «Об устранении излишеств в проектировании и строительстве»: «Лишить архитектора Рыбицкого звания лауреата Сталинской премии, присужденного ему за жилой дом на улице Чкалова в г. Москве, в проекте которого допущены крупные излишества и недостатки в архитектурном и планировочном решениях.»)

## л. Театрально-драматическое искусство
Первая степень — 100 000 рублей
1. Кедров, Михаил Николаевич и Карев, Александр Михайлович (Прудкин), режиссёры, Ливанов, Борис Николаевич, исполнитель роли Сергея Александровича Трубникова, Титова, Мария Андреевна, исполнительница роли Ольги Александровны Трубниковой, Болдуман, Михаил Пантелеймонович, исполнитель роли Виктора Борисовича Окунева, Боголюбов, Николай Иванович, исполнитель роли Андрея Ильича Макеева, — за спектакль «Чужая тень» К. М. Симонова (1949), поставленный на сцене МХАТ имени М. Горького
2. Товстоногов, Георгий Александрович, режиссёр, Лебедев, Евгений Алексеевич, исполнитель роли И. В. Сталина, Казаринов, Владимир Михайлович, исполнитель роли, Гай, Григорий Аронович (Вусикер), исполнитель роли рабочего Элишуки, Волосов-Мерин, Давид Львович, исполнитель роли, Дудников, Дмитрий Михайлович, исполнитель роли, Сергеева, Елизавета Михайловна (Рымарева), исполнительница роли, Курков, Александр Васильевич, исполнитель роли, — за спектакль «Из искры…» Ш. Н. Дадиани (1949), поставленный на сцене ЛДТ имени Ленинского Комсомола

Вторая степень — 50 000 рублей
1. Гулакян, Армен Карапетович, режиссёр, Малян, Давид Мелкумович, исполнитель роли, Габриелян, Гурген Бахшиевич, исполнитель роли, Авакян, Ованес Степанович (Татевосян), исполнитель роли, Хажакян Карапет Хачатурович, исполнитель роли Рубена, Довлатян, Фрунзе Вагинакович, исполнитель роли, Симонян, Метаксия Миграновна, исполнительница роли Армануш, — за спектакль «Эти звёзды наши» Г. А. Тер-Григоряна и Л. А. Карагезяна, поставленный на сцене АрмАДТ имени Г. М. Сундукяна
2. Попов, Алексей Дмитриевич и Окунчиков, Абрам Зиновьевич, режиссёры, Пименов, Юрий Иванович, художник, Константинов, Пётр Александрович, исполнитель роли секретаря райкома Якименко, Сагал, Даниил Львович, исполнитель роли, Ратомский, Владимир Никитич (Лаптев), исполнитель роли Шалтунова, Попов, Андрей Алексеевич, исполнитель роли журналиста Слёзкина, Пастухова, Мария Фоминична, исполнительница роли Паши Сумской, — за спектакль «Степь широкая» Н. Г. Винникова (1949), поставленный на сцене ЦТСА
3. Симонов, Рубен Николаевич и Габович, Александр Маркович, режиссёры, Рындин, Вадим Фёдорович, художник, Толчанов, Иосиф Моисеевич (Толчан), исполнитель роли Иоахима Пино, Астангов, Михаил Фёдорович (Ружников), исполнитель роли американского посла Мак-Хилла, Орочко, Анна Алексеевна, исполнительница роли Ганны Лихта, Горюнов, Анатолий Иосифович (Бендель), исполнитель роли Коста Варры, — за спектакль «Заговор обречённых» Н. Е. Вирты (1949), поставленный на сцене МАДТ имени Е. Б. Вахтангова
4. Брянцев, Александр Александрович, режиссёр, — за спектакли «Сын полка» В. П. Катаева, «Красный галстук» С. В. Михалкова, «Морская дружба» Н. П. Вагнера, поставленные в ЛенТЮЗе

Третья степень — 25 000 рублей
1. Суни, Вальтер Эмильевич, режиссёр, Томберг, Елизавета Степановна, исполнительница роли Эльзы, Ланкинен, Тойво Иванович, исполнитель роли кулака Куркимяки, — за спектакль «Ветер с юга» Э. Грина (1949), поставленный на сцене Государственного Финского драматического театра
2. Романицкий, Борис Васильевич, режиссёр, Борисовец, Валентин Павлович, художник, Яременко, Василий Сергеевич, исполнитель роли Петрушенко, Колышко-Любарт, Варвара Антоновна, исполнительница роли Ольги Птахи, Рубчак, Иван Демьянович, исполнитель роли Козака, Дударев, Дмитрий Александрович, исполнитель роли Стадника, — за спектакль «На большую землю» А. Ф. Хижняка (1949), поставленный на сцене Львовского УАДТ имени М. К. Заньковецкой
3. Амтман-Бриедит, Альфред Фрицевич, режиссёр, Катлап, Жан Микелевич, исполнитель роли Оскара Клявы, Фрейман, Лидия Эдуардовна, исполнительница роли Аниты, Зиле, Эдгар Янович, исполнитель роли пастора Теодора, Эзериня, Эмма Яновна (Якобсон), исполнительница роли Кате, Леяскалне, Ольга Андреевна (Ликума), исполнительница роли Ольги, — за спектакль «Сын рыбака» В. Т. Лациса (1949), поставленный на сцене ГАДТ Латвийской ССР имени А. М. Упита
4. Васильев Пётр Павлович, режиссёр, Медовщиков, Николай Николаевич, художник, Чудинова, Александра Дмитриевна, исполнительница роли Ганны Лихты, Нельский, Валерий Сергеевич (Булатовский), исполнитель роли Макса Венты, Незванова, Клара Георгиевна (Здановская), исполнительница роли Христины Падеры, Ромоданов, Сергей Дмитриевич, исполнитель роли, — за спектакль «Заговор обречённых» Н. Е. Вирты (1949), поставленный на сцене Ярославского ГАТД имени Ф. Г. Волкова
5. Пыжова, Ольга Ивановна и Бибиков, Борис Владимирович, режиссёры, Воронов, Иван Дмитриевич, исполнитель роли Умпаниса, Михайлов Александр Александрович, исполнитель роли майора Добрынина, Сажин, Зиновий Абрамович (Шнеерсон), исполнитель роли Кука, — за спектакль «Я хочу домой» С. В. Михалкова (1949), поставленный на сцене ЦДТ

## м. Оперное искусство
Первая степень — 100 000 рублей
1. Голованов, Николай Семёнович, дирижёр, Покровский, Борис Александрович, режиссёр, Федоровский, Фёдор Фёдорович, художник, Ханаев, Никандр Сергеевич и Нэлепп, Георгий Михайлович, исполнители заглавной партии, Давыдова, Вера Александровна (Мчедлидзе), исполнительница партии Любавы, Шумская, Елизавета Владимировна и Шпиллер, Наталья Дмитриевна, исполнительницы партии Волховы, — за оперный спектакль «Садко» Н. А. Римского-Корсакова (1949), поставленный на сцене ГАБТ

Вторая степень — 50 000 рублей
1. Жуков, Михаил Николаевич, дирижёр, Малявин, Савелий Анатольевич, режиссёр, Ванаг, Рудольф Янович, хормейстер, Лапиньш, Артур Янович, художник, Вилюман Александр Карлович и Дашков, Александр Михайлович, исполнители заглавной партии, Лудынь-Пабиан Анна Эрнестовна и Крампе, Вера Ивановна, исполнительницы партии Марины Мнишек, Фринберг, Артур Фрицевич (Петерис), исполнитель партии Самозванца, — за оперный спектакль «Борис Годунов» М. П. Мусоргского (1949), поставленный на сцене ГАТОБ Латвийской ССР
2. Небольсин, Василий Васильевич, дирижёр, Баратов, Леонид Васильевич, режиссёр, Рыбнов, Александр Васильевич, хормейстер, Иванов Алексей Петрович, исполнитель заглавной партии, Покровская, Нина Ивановна, исполнительница партии Марии, Петров Иван Иванович (Краузе), исполнитель партии Кочубея, Большаков, Григорий Филиппович, исполнитель партии Андрея, — за оперный спектакль «Мазепа» П. И. Чайковского (1949), поставленный на сцене филиала ГАБТ
3. Винер, Александр Борисович, режиссёр, Куузик Дитрих (Тийт) Янович) и Отс, Георг Карлович, исполнители заглавной партии, Коданипорк, Мета Александровна, исполнительница партии Татьяны, Тарас, Мартин Мартынович, исполнитель партии Ленского, — за оперный спектакль «Евгений Онегин» П. И. Чайковского (1949), поставленный на сцене ГАТОБ ЭССР
4. Туманов, Иосиф Михайлович (Туманишвили) , режиссёр, Рубан, Николай Осипович, исполнитель партии Миколы, Лебедева, Евдокия Яковлевна, исполнительница партии Василины, Аникеев, Серафим Михайлович, исполнитель партии Богдана Сусика, Заичкин, Геннадий Александрович, исполнитель партии Атанаса, — за спектакль «Трембита» Ю. С. Милютина (1949), поставленный на сцене МТО

## н. Балетное искусство
Вторая степень — 50 000 рублей
1. Лавровский, Леонид Михайлович (Иванов), режиссёр, Файер, Юрий Фёдорович, дирижёр, Курилко, Михаил Иванович, художник, Уланова, Галина Сергеевна и Лепешинская, Ольга Васильевна, исполнительницы партии Тао Хоа, Корень, Сергей Гаврилович и Ермолаев, Алексей Николаевич, исполнители партии Ли Шан-фу, Габович, Михаил Маркович и Кондратов, Юрий Григорьевич, исполнители партии Ма Личена, Смольцов, Виктор Васильевич, исполнитель партии Босса, — за балетный спектакль «Красный мак» Р. М. Глиэра (1949), поставленный на сцене ГАБТ
2. Золотарёв, Василий Андреевич, композитор, Муллер, Константин Александрович, режиссёр, Николаев, Сергей Филиппович, художник, Николаева, Александра Васильевна, исполнительница партии Найдёнки, Дречин Семён Вульфович, исполнитель партии Василя, — за балетный спектакль «Князь-озеро» В. А. Золотарёва (1949), поставленный на сцене ГБАТОБ БССР
3. Фенстер, Борис Александрович, режиссёр, Чулаки, Михаил Иванович, композитор, Бруни, Татьяна Георгиевна, художник, Исаева, Галина Ивановна, исполнительница партии Даши, Тулубьев, Виктор Михайлович, исполнитель партии Петьки, Шеина, Светлана Константиновна, исполнительница партии Лены, — за балетный спектакль «Юность» М. И. Чулаки, поставленный на сцене ЛМАТОБ
4. Измайлова, Галия Баязитовна — за исполнение узбекских танцев